# Sainte-Cécile-d'Andorge
Sainte-Cécile-d'Andorge is een gemeente in het Franse departement Gard (regio Occitanie) en telt 490 inwoners (1999). De plaats maakt deel uit van het arrondissement Alès.

## Geografie
De oppervlakte van Sainte-Cécile-d'Andorge bedraagt 19,3 km², de bevolkingsdichtheid is 25,4 inwoners per km².

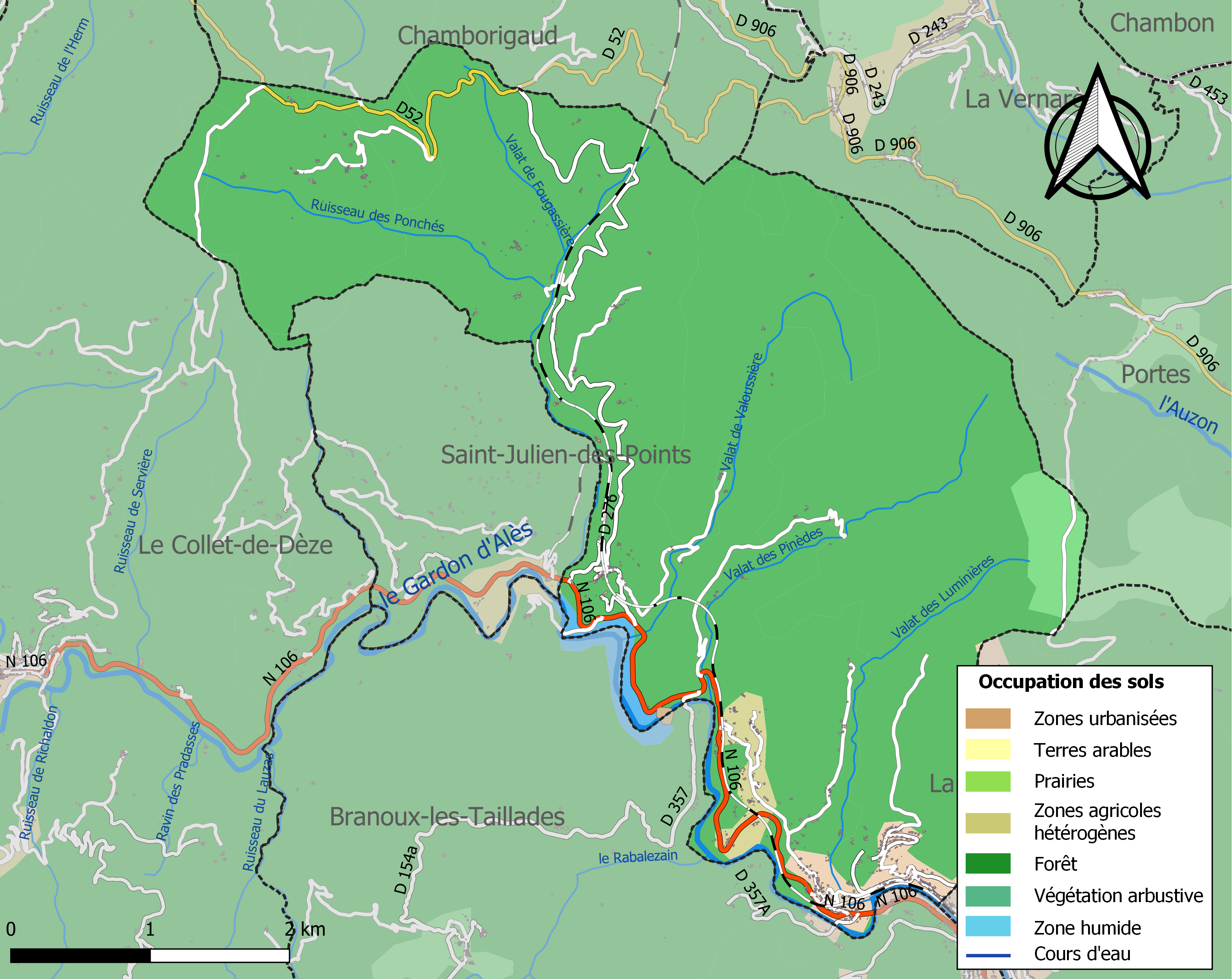
Kaart van de gemeente met de belangrijkste infrastructuur, bodemgebruik en omliggende gemeenten

.

## Verkeer
In de gemeente ligt de spoorweghalte  Sainte-Cécile-d'Andorge.

## Demografie
Onderstaande figuur toont het verloop van het inwonertal (bron: INSEE-tellingen).